# Ignacio Casimiro Roca
Ignacio Casimiro Roca y Molestina (Guayaquil, el 4 de marzo de 1838 - Ibídem, 4 de enero de 1900), fue un poeta y empresario guayaquileño.

## Biografía
Hijo de Agustín Roca y Garzón, literato y bibliógrafo de renombre, fallecido en 1856 y de su prima hermana Francisca de Paula Molestina y Roca, ambos guayaquileños. 
Sus primeros estudios los obtuvo en el Seminario de Guayaquil desde 1851 a 1856. Posteriormente se desempeñó en la docencia con la cátedra de ciencias exactas. La prematura muerte de su señor padre impidió que siguiera sus estudios en jurisprudencia en la ciudad de Quito. 
Estas experiencias provocaron en él su inmersión en la literatura. Luciano Jaramillo publicó el "Álbum Literario, histórico, científico y religioso" entre 1863 y 1864 apareciendo como uno de sus colaboradores, además fundó y se incorporó como editor del periódico "La Regeneración".
Para el año de 1882 ejerció como Gerente del Banco de Crédito Hipotecario. En el año de 1888 integra el llamado Comité Olmedo que tenía como fin construir el monumento para honrar la memoria del ilustre patriota.
El 5 de junio de 1889 se creó la Cámara de Comercio de Guayaquil siendo elegido como primer presidente. Y consta como el fundador del Banco Comercial y Agrícola de Guayaquil nacido en el año de 1894 por disposición del Presidente Luis Cordero Crespo y gerente del mismo en 1897.
Fallece en su ciudad natal el 4 de enero de 1900.